# Daniel Mesenhöler
Daniel Mesenhöler (* 24. Juli 1995 in Engelskirchen) ist ein deutscher Fußballtorwart.

## Karriere
Nach der Jugend beim Neuenother TuS Othetal und beim Nachwuchs des 1. FC Köln, begann Daniel Mesenhöler seine Karriere bei der zweiten Mannschaft des 1. FC Köln, für die er von 2013 bis 2016 in 53 Spielen in der Regionalliga auflief. Zur Saison 2016/17 wechselte er zum Zweitligisten Union Berlin. Nachdem Stammtorhüter Jakob Busk verletzungsbedingt ausgefallen war, kam Mesenhöler im März 2017 zu ersten Einsätzen in der 2. Bundesliga.
Zur Saison 2018/2019 wechselte er zum Ligakonkurrenten MSV Duisburg und kam dort zu 16 Einsätzen in der Liga und im Pokal.
Nach dem Abstieg in die 3. Liga mit dem Verein verlängerte er seinen im Juni 2019 auslaufenden Vertrag nicht mehr und schloss sich dem Drittligaaufsteiger Viktoria Köln an. Nach Beendigung der Saison 2019/2020 wurde der Vertrag von Mesenhöler nicht verlängert. Nach kurzer Vereinslosigkeit nahm ihn am 2. Oktober 2020 der niederländische Erstligist Heracles Almelo unter Vertrag. Ab dem 1. August 2021 war Mesenhöler vereinslos und hielt sich bei der 2. Mannschaft des 1. FC Köln fit.
Ende September 2021 wurde er vom Halleschen FC für den Rest der Saison 2021/22 aufgrund des Ausfalls von dessen Torhüter Sven Müller verpflichtet. Er wurde die Nummer 2 hinter Tim Schreiber.
Nach über einem halben Jahr Vereinslosigkeit schloss er sich Ende Januar 2024 dem Drittligisten Dynamo Dresden an, bei dem der Stammtorhüter Stefan Drljača ausfiel. Dort fungierte Mesenhöler ebenfalls als Ersatztorhüter, zudem bestritt er die Spiele der Mannschaft im Sachsenpokal, den er mit dem Team 2024 gewinnen konnte. Am Ende der Saison 2024/25 stieg er mit der Mannschaft in die 2. Bundesliga auf.